# كرايغ بيروب
كرايغ بيروب هو لاعب هوكي جليد كندي، ولد في 17 ديسمبر 1965 في Calahoo ‏ في كندا.

## وصلات خارجية
- كرايغ بيروب على موقع دوري الهوكي الوطني (الإنجليزية)
- كرايغ بيروب على موقع قاعة مشاهير الهوكي (لاعب أن.إتش.أل) (الإنجليزية)
- كرايغ بيروب على موقع EliteProspects.com (الإنجليزية)
- كرايغ بيروب على موقع Eurohockey.com (الإنجليزية)
- كرايغ بيروب على موقع HockeyDB.com (الإنجليزية)
- كرايغ بيروب على موقع Hockey-Reference.com (الإنجليزية)